# Turó del Mal Temps
El Turó del Mal Temps és una muntanya de 62 metres que es troba al municipi d'Arenys de Mar, a la comarca del Maresme.